# Montagne France
Montagne France är ett berg i den centrala delen av Saint-Martin, cirka 4,8 kilometer nordost om huvudorten Marigot. Toppen på Montagne France är 386 meter över havet.